# A nagy átverés (film, 2003)
A nagy átverés (eredeti cím: The Even Stevens Movie) egy 2003-as amerikai eredeti Disney Channel film, mely a Even Stevens c. sorozat záró epizódja. Rendezte Sean McNamara, írta Dennis Rinsler és Marc Warren. Főszerepben Shia LaBeouf és Christy Carlson Romano.
Az Amerikai Egyesült Államokban 2003. június 13-án mutatták be a Disney Channel-en, DVD-n és VHS-en pedig 2005. június 28-án adták ki. Magyarországon 2005. szeptember 19-én vetítették le először az HBO-n.

## Szereplők
| Szerep                | Színész                 | Magyar hangja (1. szinkron)                             |
| --------------------- | ----------------------- | ------------------------------------------------------- |
| Louis Stevens         | Shia LaBeouf            | Borbíró András                                          |
| Ren Stevens           | Christy Carlson Romano  | Böhm Anita                                              |
| Eileen Stevens        | Donna Pescow            | Andresz Kati                                            |
| Steve Stevens         | Tom Virtue              | Tarján Péter                                            |
| Donnie Stevens        | Nick Spano              | Bódy Gergely                                            |
| Beans                 | Steven Anthony Lawrence | N/A                                                     |
| Miles McDermott       | Tim Meadows             | Lippai László                                           |
| Alan Twitty           | A.J. Trauth             | Szalay Csongor                                          |
| Tawny Dean            | Margo Harshman          | Molnár Ilona                                            |
| Lance LeBow           | Dave Coulier            | Dányi Krisztián                                         |
| Tuka törzsfőnök       | Keone Young             | Faragó András                                           |
| Ruby Mendel           | Lauren Frost            | Nemes Takách Kata                                       |
| Laylo / Patrick Green | Howard Walker           | N/A                                                     |
| Mootai / Jason        | Josh Keaton             | N/A                                                     |
| Tom Gribalski         | Fred Meyers             | Előd Botond                                             |
| Coach Tugnut          | Jim Wise                | Vári Attila                                             |
| Keith                 | Tom Dugan               | Bácskai János                                           |
| Larry Beale           | Eric Ty Hodges          | Szvetlov Balázs                                         |
| Scott                 | Matthew Yang King       | Pálmai Szabolcs                                         |
| Brooke                | Daniele O’Loughlin      | Simonyi Piroska                                         |
| További szereplők     |                         | Csondor Kata Kapácsy Miklós Papucsek Vilmos Seder Gábor |

## Premierek
| Ország                    | Dátum                |
| ------------------------- | -------------------- |
| Amerikai Egyesült Államok | 2003. június 13.     |
| Kanada                    | 2003. szeptember 19. |
| Németország               | 2004. április 1.     |
| Magyarország              | 2005. szeptember 19. |
| Hollandia                 | 2006. február 4.     |
| Svédország                | 2006. szeptember 30. |